# Gräberfeld von Stolzenburg
Das Gräberfeld von Stolzenburg (einem Ortsteil von Schönwalde) liegt westlich von Pasewalk im Landkreis Vorpommern-Greifswald im Südosten von Mecklenburg-Vorpommern. Hier durchquert die Autobahn A20 ein Gebiet, in dem mehrere vorgeschichtliche Grabanlagen liegen.

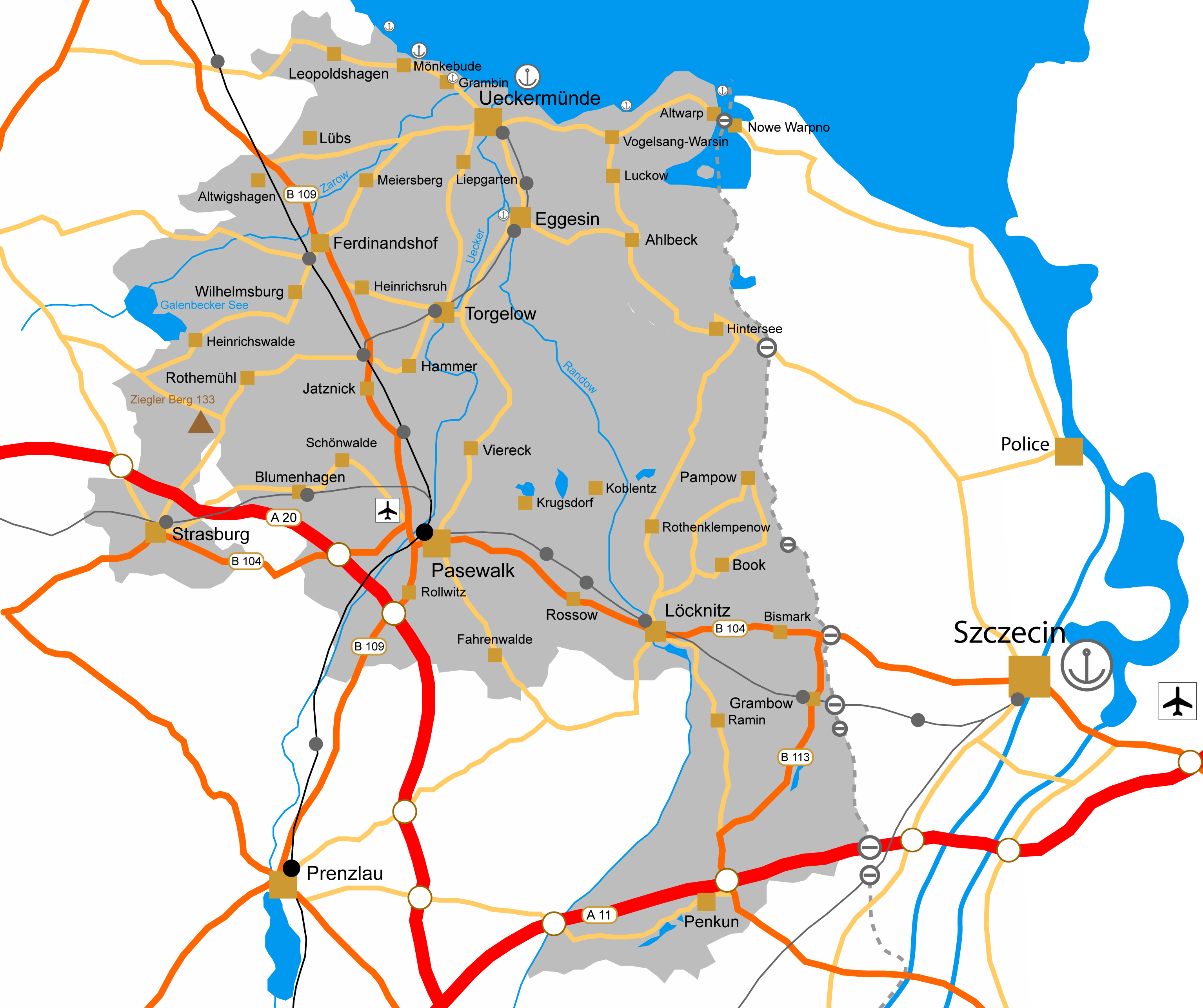
Lage von Schönwalde und der A20

## Ausgangslage
Unmittelbar südlich der Trassenführung der A20 liegen eine 1886 untersuchte jungsteinzeitliche Megalithanlage, am Darschkowsee ein Burgwall, sowie mehrere bronzezeitliche Hügelgräber. Letztere waren bereits Ende des 19. Jahrhunderts abgetragen worden, wobei ein Achtkantschwert der Periode II und ein Vollgriffmesser der Periode III gefunden wurden. In den 1880er Jahren war nur 300 m südlich ein reicher frühbronzezeitlicher Schmuckhort gefunden worden.

## Neue Grabung
Die Grabungen im Rahmen der Trassenuntersuchung erbrachten 54 archäologisch relevante Strukturen. Sie gehören teilweise zu einem jungbronzezeitlichen Bestattungsplatz, der im Vorfeld eines Grabhügels angelegt war, der unmittelbar südlich der Trasse liegt. Nördlich und östlich davon kamen zahlreiche Gruben zutage, deren Funktion nicht zweifelsfrei zu klären war, da sie überwiegend fundleer waren. Lediglich eine Grube enthielt Tierknochenreste und jungbronzezeitliche Keramikfragmente, die den zeitlichen Bezug zu den Gräbern herstellen.

## Das Gräberfeld
Das Gräberfeld erstreckt sich über eine Länge von etwa 90 m. Aufgedeckt wurden neun Grabbefunde. Sechs davon, darunter die beiden Totenhäuser, bilden eine westliche Konzentration, die übrigen fanden sich dicht nebeneinander etwa 30 m östlich. Der zwischenliegende Bereich war abgesehen von zwei Feuerstellen, die mit dem Bestattungsritus in Zusammenhang stehen können, weitgehend befundfrei. Es handelt sich um Brandgräber, die teilweise als Leichenbrandschüttungen, überwiegend jedoch als Urnengräber anzusprechen sind. Erstere bestanden aus einem länglichen, meist Ost-West gerichteten Steinpflaster, auf dem der Leichenbrand ausgestreut war. Gut erhalten war ein 3,0 × 1,2 m großes Pflaster, von dem neben Leichenbrand und zerscherbter Keramik auch der einzige Metallfund der Ausgrabung geborgen wurde. Der unverzierte, zerbrochener Bronzearmring, kann in die beginnende jüngere Bronzezeit datiert werden. Bei den Urnengräbern wurde der Leichenbrand in einer Urne niedergelegt, die von einem Schutz aus plattigen Feldsteinen umgeben war oder ungeschützt deponiert wurde. Grabbeigaben waren selten. Lediglich in einem Fall wurde ein Beigefäß neben der Urne, auf dem Kopf stehend freigelegt.

## Die Totenhäuser

### Totenhaus 1
Das wichtigste Ergebnis der Untersuchung war das gut erhaltene Totenhaus 1. Es zeigte sich als 3,9 × 2,1 m großes, Ost-West ausgerichtetes Feldsteinpflaster, das 0,4 m tief im Boden erhalten war. An den Ecken und in der Mitte der Langseiten waren sechs Pfostenstandorte durch einen Steinkranz gut erkennbar. Die Pfosten hatten einen Durchmesser von etwa 0,4 m und reichten teilweise noch 0,3 m in den Untergrund. An drei Stellen waren Urnengräber in das Pflaster eingelassen, von denen eines ein Beigefäß besaß. Weitere Bestattungen im Totenhaus, von dem eine Dachkonstruktion nicht nachgewiesen werden konnte, so dass also auch eine reine Pfostenkonstruktion wie beim Moortempel von Barger-Oosterfeld sein kann, belegen Keramikreste von mindestens sechs Gefäßen, sowie Leichenbrandkonzentrationen auf dem Pflaster. Auf dem Steinpflaster fand sich auch eine Pfeilspitze aus Feuerstein, die vermutlich als Grabbeigabe mitgegeben war.

### Totenhaus 2
Etwa 10 m südwestlich von Totenhaus 1 kam ein zweites, ebenfalls Ost-West ausgerichtetes Rechteckpflaster zutage, das jedoch durch den Pflug stärker gestört war und eine Reststärke von 10 bis 15 cm aufwies. Bei dieser Anlage dürfte es sich auch um ein Totenhaus handeln, von dem allerdings nur die beiden südlichen Eckpfosten nachweisbar waren. Dafür spricht außer dem ähnlichen Aufbau die Tatsache, dass auch hier auf dem Pflaster zahlreiche Scherben- und Leichenbrandkonzentrationen festgestellt wurden. Nach den Ergebnissen der Leichenbrandbestimmung handelt es sich um mindestens drei Individuen, während die geborgene Keramik von mindestens sieben Gefäßen stammt.

## Zeitstellung
Die Keramik erlaubt eine Datierung des Bestattungsplatzes in die beginnende Jungbronzezeit (1100–900 v. Chr.). Sie dominiert das Fundspektrum, wobei allein aus dem Bereich der Totenhäuser die Reste von 17 verschiedenen Gefäßen stammen. Überwiegend handelt es sich dabei um die für die Jungbronzezeit typischen Kegelhalsgefäße sowie um Terrinen mit bauchigem Unterteil. Die Bestimmung der Leichenbrandreste zeigte, dass es sich bei den Bestatteten überwiegend um männliche Individuen handelte.

## Bronzezeitliche Totenhäuser in Norddeutschland
Totenhäuser sind eine Sonderform bronzezeitlichen Grabbaus, die in Norddeutschland zwei Verbreitungszentren aufweist. Älterbronzezeitliche Befunde sind vornehmlich aus dem Niederelbegebiet bekannt, wo hallenartige Bauten errichtet wurden, die später abgebrannt, mit Steinen abgedeckt und überhügelt wurden. Meist enthielten sie das Grab einer Frau, seltener die Doppelbestattung einer Frau und eines Kindes. Die jungbronzezeitlichen Totenhäuser sind dagegen fast nur im südöstlichen Mecklenburg-Vorpommern und im nordöstlichen Brandenburg belegt. Es handelt sich vermutlich um hallenartige Bauten, die rechteckige Steinpflaster mit einer oder mehreren Bestattungen überdecken. Sie weisen weder Anzeichen für ein Abbrennen noch für eine Überhügelung auf. Sie wurden offenbar über einen längeren Zeitraum als Bestattungsplatz, möglicherweise aber auch für andere kultisch-religiöse Praktiken genutzt. Dies legt der Befund aus dem nur 20 km entfernten Glasow, Landkreis Vorpommern-Greifswald, nahe, wo auf dem Steinpflaster ein intaktes Gefäß ohne Leichenbrand deponiert worden war. In Stolzenburg wurde nicht nur eines der besterhaltenen Totenhäuser jener Zeit aufgedeckt, sondern es wurden erstmals auf einem Fundplatz zwei Totenhäuser dieser Art nachgewiesen, wodurch sich deren Gesamtzahl in dieser Region auf sechs erhöht.